# Nakatsugawa
Nakatsugawa (japanska: 中津川市   ?, Nakatsugawa-shi) är en stad i Gifu prefektur i Japan. Staden fick stadsrättigheter 1952.